# Dysdera spinicrus
Dysdera spinicrus este o specie de păianjeni din genul Dysdera, familia Dysderidae, descrisă de Simon în anul 1882. Conform Catalogue of Life specia Dysdera spinicrus nu are subspecii cunoscute.